# اگی بینون
اگی بینون فلزکار اهل کاناداست. او به دلیل ابداع تکنیک فشرده‌سازی پودر فلز برای ایجاد جواهرات، مشهور است. وی در سال ۲۰۰۷ میلادی به آکادمی هنری سلطنتی کانادا راه یافت.